# Canon HG10
Canon HG10 — первая видеокамера высокого разрешения с жёстким диском компании Canon. Одна из самых лёгких и компактных в своём классе. Тем не менее, благодаря сочетанию объектива с оптической стабилизацией, CMOS сенсора полного высокого разрешения и процессора DIGIC DV II обеспечивается высокое качество видео. Формат видео — AVCHD кодек, позволяет хранить до 15 часов видео на встроенном 40 Гб жёстком диске. Поддерживается как режим с чередованием строк, так и прогрессивный 24p.
Несмотря на то что сенсор камеры является FullHD, на диск видео сохраняется в разрешении 1440×1080 в целях экономии места. Режим съёмки 24p также не является по-настоящему прогрессивным, так как сохраняет как прогрессивные, так и интерлейсные кадры в одном 60i потоке. Поэтому требуется дополнительная обработка для получения настоящего прогрессивного видео.